# Майкл Гіґґінс
Майкл Денієл Гіґґінс (ірл. Micheál D. Ó hUigínn; нар. 18 квітня 1941, Лімерик, Ірландія) — ірландський політик, поет, письменник та телеведучий. Президент Ірландії з 11 листопада 2011. Балотувався від Лейбористської партії. 
Активно займається політикою з 1970-років. У 1982—1983 та 1991—1992 роках був мером міста Голвея. У 1993-1997 роках обіймав посаду Міністра у справах мистецтва.

## Особисте життя
Одружений з актрисою Сабіною Койн. Вони познайомились 1969 року на вечірці у знайомого журналіста. Гіґґінс освідчився Сабіні на Різдво 1973 року й за рік вони одружились. Подружжя має чотирьох дітей (двоє є близнюками).

## Див.також
- Список 50 чинних голів країн, що керують найдовше